# Dolichoderus bispinosus
Dolichoderus bispinosus es una especie de hormiga del género Dolichoderus, subfamilia Dolichoderinae. Fue descrita científicamente por Olivier en 1792.
Se distribuye por Argentina, Belice, Brasil, Colombia, Costa Rica, Ecuador, Guayana Francesa, Guatemala, Guyana, Honduras, México, Nicaragua, Panamá, Paraguay, Perú, Surinam, Trinidad y Tobago y Venezuela. Se ha encontrado a elevaciones de hasta 1800 metros. Vive en microhábitats como la vegetación, hojarasca y el forraje.